# 西川陽子
西川 陽子（にしかわ ようこ、1961年11月6日 - ）は、名古屋西川流（一般財団法人西川会）家元補佐。愛知県名古屋市出身、本名は近藤陽子。
東京都新宿区に本部を置く「西川流®」（一般財団法人 西川流）とは無関係。

## 来歴
1961年、西川右近の次女として愛知県名古屋市に生まれる。5才で初舞台を踏む。1976年、16才で名古屋西川流名取り「西川陽子」となる。1980年、椙山女学園高等学校卒業。一般財団法人西川会理事、名古屋西川流家元補佐。姉は西川まさ子、弟は西川千雅。

## 流派としての活動
1979年（昭和49年）ロサンゼルス・イーベル劇場「名古屋ロサンゼルス姉妹都市提携20周年記念（名古屋フェスティバル）」参加。1982年（昭和57年）メキシコ市立劇場「名古屋メキシコ五周年記念公演」参加。1984年（昭和59年）名古屋御園座「西川右近三世家元継承の会」出演。1985年（昭和60年）モナコ公国主催の舞踏会参加。1986年（昭和61年）イタリア・アッシジ市民ホールにて日本舞踊を披露。1987年（昭和62年）モスクワにてロシア正教教会、タシケントのグランドモスクで舞踊を披露。1988年（昭和63年）「名古屋をどりアメリカ公演」（サクラメント～ニューヨークまで、10ヶ所・11公演）に参加。1995年（平成7年）台湾にて舞踊を披露。1997年（平成9年）モナコ「2005年万博開催国」投票の前夜祭（ジャパンナイト）にて日本舞踊を披露。
2000年（平成12年）1月、東海テレビ製作　フジテレビ系全国放送「西川流初舞」清元「四季三葉草」に出演。愛知県稲門委員会2000年記念事業「（名古屋）西川流日本舞踊鑑賞会」出演。5月、PATA（太平洋アジア観光協会）2000香港総会のジャパンナイトで舞踊を披露。10月、ドイツ・ハノーバー万博閉会文化催事で舞踊を披露。2001年（平成13年）1月1日熱田神宮能楽殿「ミレニアム・イン・熱田の森」で日本舞踊を披露。
2002年（平成14年）4月から両口屋是清テレビコマーシャル出演。10月から株式会社GFCテレビコマーシャル出演。2003年（平成15年）3月、蒲郡プリンスホテル「ひなまつりディナーショー」開催。2005年（平成17年）2月、エジプト日本大使館、アインシャムス大学、カイロ大学にてワークショップを行う。2021年（令和3年）10月「西川右近追善舞踊会」出演。
毎年五月「ひな菊会」、九月「名古屋をどり」出演。名古屋にて「和文化の集い」開催（2015年～ ）。踊りのエクササイズ「日本舞踊スポーツ科学協会NOSS」講師（2009年～ ）。名古屋音楽大学・非常勤講師（2018年4月～ ）、星城大学丸の内キャンパス・オープンカレッジNOSS講座（2018年4月～ ）、文化庁伝統文化親子教室瀬戸支部（2018年4月～ ）講師。